# Karl Barth
Karl Barth (Bázel, 1886. május 10. – Bázel, 1968. december 10.) svájci protestáns teológus, a 20. századi keresztény teológia egyik legnagyobb alakja, a dialektikus teológia alapítója.
Számos jelentős teológust befolyásolt, például Dietrich Bonhoeffert, Rudolf Bultmannt, Paul Tillichet, Jürgen Moltmannt, Hans Künget, valamint olyan regényírókat, mint John Updike és Szentkuthy Miklós. Sok más terület mellett mély befolyást gyakorolt a modern keresztény etikára.
A Római levél (1919) és a Dogmatika (1932–1959; 12. köt.) című művével mind a protestáns, mind a katolikus teológiára maradandó hatást gyakorolt.

## Élete
Segédlelkészi szolgálatát Genfben kezdte meg. S itt találta meg élettársát; egyik konfirmandusát, Nelly Hoffmant jegyezte el, 1911-ben. Még ebben az évben elfoglalta az Aargau kantonbeli Safenwil lelkészi állását.
1915. elején belépett a svájci szociáldemokrata pártba, minek következtében gyülekezetének munkás hívei „lelkész-elvtársnak” titulálták.
1916-ban kezdett el a Római levél kommentárján dolgozni, amely merőben eltért a szokványos exegetikai művektől. A könyv 1919-ben jelent meg, ezer példányban. Nevét azonban a legszélesebb – egyházikörökben, s elsősorban Németországban, ismertté az 1919 szeptemberében Tambachban a vallásos-szociális mozgalom által rendezett konferencián tartott előadása tette: „Der Christ in der Gesellschaft”.
1921-től Németországban (Göttingen, Münster, Bonn) működött a szisztematikus teológia tanáraként.
Egyre elmélyülő teológiai tanulmányai arról győzték meg Barthot, hogy Római levél könyvét még egyszer meg kell írnia, egészen újrafogalmazva. Így jelenik meg a második, az elsőt szinte teljesen feledésbe szorító, azóta számos kiadást megért „Der Römerbrief”, 1922-ben. Teológiai professzori meghívását Göttingenbe azonban még az elsőnek köszönhette. 
Barth érdeklődése egyre inkább a rendszeres teológia felé fordul. 1924-től tart dogmatikai előadásokat, s 1926-ban egy szemináriumot Anselmus „Cur deus homo?”-járól. Tanulmányaiból könyv született, amit egyik legjobban sikerült művének tartott, s hamarosan megjelent a „Christliche Dogmatik” I. kötete is. Ennek nem volt folytatása. Az 1932-ben megjelent „Kirchliche Dogmatik” már címében is jelzi a Barth teológiai fejlődésében bekövetkezett fordulatot.
Göttingenben (1921–1925), Münsterben (1925 – 1930), majd Bonnban 1930 – 1934-ig a helyi egyetem professzora. A bonni évekre esik a németországi egyházi harcban való közvetlen részvétele. 
1934-ben antifasiszta magatartása miatt megfosztották tanszékétől, könyveit zúzdába küldték, ő maga pedig Svájcba menekült, ahol (1935-től) a bázeli egyetemen tanított.
A Hitvalló Egyház mozgalom elindítója, 1938-tól felhívta az összes keresztényt, hogy mutasson ellenállást a nemzetiszocialista (náci) ideológia ellen.
Öt gyermeke közül három fia is lelkész lett, köztük Markus jeles Újszövetség-kutató, akitől apja – saját bevallása szerint – is tanult a hatvanas években.

## Díjai, elismerései
Barth állami kitüntetést, számos díjat, díszdoktori címet kapott (ld. infobox). Több mint tíz egyetem választotta díszdoktorának (köztük Párizs, Oxford, Chicago, Strasbourg, Utrecht). 
Állítólag  XII. Pius pápa szerint „Aquinói Tamás óta a legnagyobb teológus”. Thomas F. Torrance skót teológus alapján azonban VI. Pál mondta ezt.

## Művei
Kiemelve legfontosabb művei:
- Moderne Theologie und Reichsgottesarbeit. 1909
- Der christliche Glaube und die Geschichte. 1910
- Jesus Christus und die soziale Bewegung. 1911
- társszerzőként: Suchet mich, so werdet ihr leben. (Predigten) 1917
- Die neue Welt in der Bibel. 1917
- Der Römerbrief 1. Auflage 1919, 2., völlig überarbeitete Auflage 1922 (A római levél kommentárja)
- Der Christ in der Gesellschaft. 1919
- Das Wort Gottes als Aufgabe der Theologie. 1922
- Die christliche Dogmatik im Entwurf, Band 1: Die Lehre vom Worte Gottes, Prolegomena. 1927
- Quousque tandem? 1930
- Fides quaerens intellectum. Anselms Beweis der Existenz Gottes im Zusammenhang seines theologischen Programms. 1931
- Geschichte der protestantischen Theologie. 1932
- Kirchliche Dogmatik Bd. I/1-IV/4; 1932 ff. (Keresztény Dogmatika)
- Das 1. Gebot als theologisches Axiom. März 1933
- Theologische Existenz heute. Juni 1933
- Nein! Antwort an Emil Brunner. 1934
- Evangelium und Gesetz. 1935
- Rechtfertigung und Recht. Juni 1938
- Brief an Josef Hromadka. September 1938
- Des Christen Wehr und Waffen. Januar 1940
- Unsere Kirche und die Schweiz in der heutigen Zeit. Februar 1941
- Weihnachtsbotschaft an die Christen in Deutschland. Dezember 1941
- Die Deutschen und wir. Januar 1945
- Die geistigen Voraussetzungen für den Neuaufbau in der Nachkriegszeit. Mai 1945
- Zur Genesung des deutschen Wesens – Ein Freundeswort von draussen. 1945
- Wort an die Deutschen. November 1945
- Eine Schweizer Stimme. Politische Aufsätze und Briefe 1938–1945. 1945
- Christengemeinde und Bürgergemeinde 1946
- társszerzőként: Darmstädter Wort. 1947
- Die Unordnung der Menschen und Gottes Heilsplan. 1948
- Rede zum Volkstrauertag. 1954
- Brief an Mozart. 1956
- Die Menschlichkeit Gottes. 1956
- Es geht ums Leben! Karfreitag. 1957
- Brief an einen Pfarrer in der DDR. 1958
- Den Gefangenen Befreiung! Predigten. 1959
- Der Götze wackelt. Zeitkritische Aufsätze, Reden und Briefe von 1930 bis 1960. 1961
- Einführung in die evangelische Theologie. 1962
- Ad Limina Apostolorum. 1967
- Fiat Iustitia! 1968

### Magyarul
- Hiszek. A dogmatika főkérdései az apostoli hitvallás alapján. Az utrechti egyetemen 1935. febr. márc. elhangzott 16 felolvasás; ford., előszó, jegyz. Vasady Béla; Tiszántúli Református Egyházkerület Ny., Debrecen, 1936
- A református tan, annak lényege és feladata; ford. M. Nagy Ottó; Grafica Ny., Cluj, 1937 (A Kiáltó Szó könyvei)
- A reformáció mint döntés; ford. Pilder Mária; Grafica Ny., Cluj, 1937 (A Kiáltó Szó könyvei)
- Isten igéjének szolgálata; ford. Pilder Mária; Grafica Ny., Cluj, 1937 (A Kiáltó Szó könyvei)
- Isten kegyelmi kiválasztása. Négy előadás az eleveelrendelésről; Városi Ny., Debrecen, 1937 (Az Igazság és Élet füzetei)
- Barth Károly–Révész Imre: Az egyház jelene és jövője. Három előadás; Városi Ny., Debrecen, 1937 (Az Igazság és Élet füzetei)
- Isten akarata és a mi kivánságaink; ford. Pilder Mária; Grafica Ny., Cluj, 1937 (A Kiáltó Szó könyvei)
- Barth Károly–Barth Henrik: Szempontok a Szentlélekről szóló tanhoz; ford. Kozma Tibor; Ifjú Erdély, Kolozsvár, 1940
- Jézus és a vak ember. Négy evangéliumi elmélkedés; első három elmélkedést Karl Barth nyomán átdolg., a negyedik elmélkedést írta Nagy József; Romániai Református Egyház, Aiud-Nagyenyed, 1942
- Istenismeret és istentisztelet a reformátori tanítás szerint. 20 előadás (Gifford lectures) az 1560-ból való skót hitvallásból; ford. Maller Kálmán; Sylvester, Bp., 1944 (A mindenható ige uralma alatt)
- Kis dogmatika; ford. Pilder Mária; Országos Református Missziói Munkaközösség, Bp., 1948 (Az Evangéliumi Megújulás Munkaközössége kiadványai)
- Nyílt levél a magyarországi református egyházban élő barátaimhoz; Sylvester Ny., Bp., 1948
- Evangélium és törvény; ford. Pilder Mária; Református Egyetemes Konvent Sajtóosztálya, Bp., 1949
- Szöveggyűjtemény Karl Barth műveiből; vál., ford. Prőhle Károly, életrajz Poór József; Filozófia Oktatók Továbbképző és Információs Központja, Debrecen, 1984 (Filozófia Oktatók Továbbképző és Információs Központja Debreceni Munkabizottságának füzetei)
- Szöveggyűjtemény Karl Barth, Dietrich Bonhoeffer, Paul Tillich műveiből; vál. és ford. Prőhle Károly, Jánossy Imre, életrajz Poór József; Református Kollégium, Debrecen, 1985 (Filozófia Oktatók Továbbképző és Információs Központja Debreceni Munkabizottságának füzetei)
- Evangélium és törvény; ford. Pilder Mária; Református Theológiai Akadémia, Debrecen, 1985
- Ember és embertárs; ford. Szathmáry Lajos; Európa, Bp., 1990
- "A foglyoknak szabadulást...". Igehirdetések; ford. Dobos János; Református Zsinati Iroda, Bp., 1991
- Barth breviárium; ford. Ablonczy László; Lux, Bp., 1993 (Nemzetközi theologiai könyv)
- Evangélium és törvény; ford. Pilder Mária, átdolg. Szabó Csaba; Kálvin, Bp., 1996
- Ötven imádság; ford. id. Fazakas Sándor; Kálvin, Bp., 2006
- Szemvillanások. Elgondolkodtató szövegek; vál. Eberhard Busch, ford. Zámbóné Tóth Emese; Kálvin, Bp., 2006
- Világok vándorai. Úti beszámoló Karl Barth 1936-os és 1948-as magyarországi látogatásáról. Karl Barth és Vassady Béla levelezése; szerk. Ferencz Árpád; DRHE Karl Barth Kutatóintézet, Debrecen, 2007 (Debreceni Református Hittudományi Egyetem Karl Barth Kutatóintézet kiadványai)
- Karl Barth: Kálvintól Bultmannig; ford. Ferencz Árpád, Kókai Nagy Viktor, Szita Szilvia / Rudolf Bultmann: Kálvin. Előadás a Hottingeni Olvasókör Kálvin-ünnepségén a Zürichi Egyetem aulájában 1936. január 22-én / Rudolf Bultmann: Kísérlet megérteni őt; DRHE Karl Barth Kutatóintézet, Debrecen, 2009 (Hermeneutikai füzetek; Debreceni Református Hittudományi Egyetem Karl Barth Kutatóintézet kiadványai)
- Kálvintól Bultmannig; ford. Ferencz Árpád, Kókai Nagy Viktor, Szita Szilvia; DRHE Karl Barth Kutatóintézet, Debrecen, 2009 (Hermeneutikai füzetek)
- Utolsó bizonyságtételek; ford. Ferencz Árpád; DRHE Karl Barth Kutatóintézet, Debrecen, 2010 (Debreceni Református Hittudományi Egyetem Karl Barth Kutatóintézet kiadványai)
- A keresztyén tanítás a Heidelbergi Káté alapján. A Bonni Egyetem 1947 tavaszi félévében tartott előadások; ford., utószó Ferencz Árpád; Kálvin, Bp., 2013
- Homiletika. A prédikáció lényege és előkészítése; ford. Horváth Gabriella; Dunántúli Református Egyházkerület, Pápa, 2021 ("Szólj!" – homiletikai tankönyvek)